# Semiotus ligneus
Semiotus ligneus là một loài bổ củi phân bố ở Trung và Nam Mỹ.
Con trưởng thành có chiều dài 15–44 milimét (0,6–1,7 in), và dài gấp 3.7–4.2 lần chiều ngang của nó. The larvae are 27 mm (1,1 in) long. Nó rất giống seed sheaths, làm chúng có khả năng ngụy trang hiệu quả.
Mẫu S. ligneus được thu thập nhiều trong chi Semiotus. Nó có quan hệ gần gũi với Semiotus serraticornis.